# Mistrzostwa Polski Juniorów w Lekkoatletyce 2018
72. Mistrzostwa Polski juniorów w lekkoatletyce – zawody lekkoatletyczne dla sportowców do lat 20 organizowane pod egidą Polskiego Związku Lekkiej Atletyki, które odbywały się od 23 do 25 czerwca 2018 roku we Włocławku.

## Rezultaty

### Mężczyźni
| Konkurencja:                  | 1. miejsce                                     | Rezultat   | 2. miejsce                                    | Rezultat   | 3. miejsce                                     | Rezultat |
| Bieg na 100 m                 | Artur Łęczycki UKS 19 Bojary Białystok         | 10,57      | Damian Sztejkowski LKS Polkowice              | 10,61      | Rafał Pająk MKS Czechowice-Dziedzice           | 10,62 PB |
| Bieg na 200 m                 | Bartosz Zieliński MKS Juvenia Puszczykowo      | 21,68      | Artur Łęczycki UKS 19 Bojary Białystok        | 21,74      | Antoni Plichta LKS Lubusz Słubice              | 21,82    |
| Bieg na 400 m                 | Szymon Kreft LKS Ziemi Puckiej Puck            | 47,49      | Sebastian Jakubowski LKS Lubawa               | 48,12      | Daniel Sarr-Malinowski AZS-AWFiS Gdańsk        | 48,86    |
| Bieg na 800 m                 | Szymon Żywko KKS Victoria Stalowa Wola         | 1:54,04    | Patryk Korycki GKS Olimpia Grudziądz          | 1:54,35    | Szymon Zięba UKS Tiki-Taka Kolbuszowa          | 1:54,42  |
| Bieg na 1500 m                | Szymon Żywko KKS Victoria Stalowa Wola         | 3:58,04    | Szymon Zięba UKS Tiki-Taka Kolbuszowa         | 3:59,08    | Maciej Bielski KS AZS AWF Kraków               | 3:59,38  |
| Bieg na 3000 m                | Bartosz Jarczok MKS Czechowice-Dziedzice       | 8:40,16    | Mikołaj Czeronek WKS Śląsk Wrocław            | 8:40,61 PB | Tomasz Kurowski GKS Cartusia Kartuzy           | 8:41,87  |
| Bieg na 5000 m                | Oliwier Mutwil TL ROW Rybnik                   | 15:22,63   | Bartosz Jarczok MKS Czechowice-Dziedzice      | 15:25,84   | Tomasz Kurowski GKS Cartusia Kartuzy           | 15:26,00 |
| Bieg na 2000 m z przeszkodami | Jakub Wróbel KL Bałtyk Koszalin                | 5:57,58 PB | Rafał Pogorzelski ŁLKS Prefbet Śniadowo Łomża | 5:57,59 SB | Daniel Baranowski UKS Technik Augustów         | 6:02,95  |
| Bieg na 110 m przez płotki    | Michał Wilk UKS LA Basket Warszawa             | 14,20      | Krystian Siniło UKS 19 Bojary Białystok       | 14,38 PB   | Michał Sierocki AZS UMCS Lublin                | 14,56 SB |
| Bieg na 400 m przez płotki    | Gabriel Mikołajewski MUKS Płock                | 52,70      | Kacper Antoszewski AZS-AWFiS Gdańsk           | 54,96      | Kacper Sobczak MLKS Echo Twardogóra            | 55,08    |
| Skok w dal                    | Piotr Tarkowski KS AZS-AWF Biała Podlaska      | 7,81       | Bartosz Gąbka MKS Aleksandrów Łódzki          | 7,21       | Dominik Mieczkowski LKS Narew Kurpiewski Łomża | 7,06     |
| Trójskok                      | Przemysław Łyskawy LŁKS Prefbet Śniadowo Łomża | 14,08      | Bartosz Leszczuk AZS UMCS Lublin              | 14,00      | Dawid Krzemiński RLTL ZTE Radom                | 13,88    |
| Skok wzwyż                    | Piotr Sztandur MKS Inowrocław                  | 2,02       | Jakub Bujak MMKS Kędzierzyn-Koźle             | 1,98       | Kevin Chmielewski WKS Oleśniczanka Oleśnica    | 1,98     |
| Skok o tyczce                 | Sebastian Chmara CWZS Zawisza Bydgoszcz        | 4,60       | Tomasz Bialic MKS Piast Lwówek Śląski         | 4,50       | Aleksy Boroń UKS LA Basket Warszawa            | 4,50 =PB |
| Pchnięcie kulą                | Kornel Warszawski LKS Orkan Ostrzeszów         | 17,73      | Damian Niedźwiecki OKLA Ostrołęka             | 16,98 PB   | Krystian Mikulski WLKS Nowe Iganie             | 16,73    |
| Rzut dyskiem                  | Jakub Lewoszewski KS Agros Zamość              | 57,73      | Michał Jarmołowicz ULKS Uczniak Szprotawa     | 52,81 PB   | Kornel Warszawski LKS Orkan Ostrzeszów         | 51,90    |
| Rzut młotem                   | Michał Mazur KS Agros Zamość                   | 67,10      | Gracjan Sabajtis AZS-AWF Gorzów Wielkopolski  | 59,58      | Artur Łapo ALKS AJP Gorzów Wielkopolski        | 59,46 PB |
| Rzut oszczepem                | Szymon Sadowski LKS Fenix Słupsk               | 67,69      | Oskar Trejgo KS Podlasie Białystok            | 63,87      | Karol Sztylka AML Słupsk                       | 63,19 PB |
| Chód na 10000 m               | Łukasz Niedziałek WLKS Nowe Iganie             | 46:31,03   | Arkadiusz Schiedel MLKS Nadwiślanin Chełmno   | 48:29,07   | Kacper Nicpoń MKL Szczecin                     | 48:49,60 |

### Kobiety
| Konkurencja:                  | 1. miejsce                               | Rezultat    | 2. miejsce                               | Rezultat    | 3. miejsce                                  | Rezultat    |
| Bieg na 100 m                 | Magdalena Stefanowicz MKS-MOSM Bytom     | 11,33       | Martyna Kotwiła RLTL ZTE Radom           | 11,34       | Klaudia Adamek KS Gwardia Piła              | 11,55       |
| Bieg na 200 m                 | Martyna Kotwiła RLTL ZTE Radom           | 23,76       | Klaudia Adamek KS Gwardia Piła           | 24,09       | Magdalena Stefanowicz MKS-MOSM Bytom        | 24,26       |
| Bieg na 400 m                 | Karolina Łozowska KS Podlasie Białystok  | 55,56       | Natalia Widawska WLKS Wrocław            | 56,06       | Weronika Bartnowska KS Podlasie Białystok   | 56,53 SB    |
| Bieg na 800 m                 | Milena Korbut AZS-AWF Katowice           | 2:11,01     | Marharyta Kachanava KS AZS AWF Kraków    | 2:11,10     | Aleksandra Płocińska SRS Kondycja Piaseczno | 2:13,20     |
| Bieg na 1500 m                | Kinga Królik UKS Azymut Pabianice        | 4:26,53     | Beata Topka ULKS Talex Borzytuchom       | 4:27,22     | Eliza Megger GKS Olimpia Grudziądz          | 4:29,41     |
| Bieg na 3000 m                | Beata Topka ULKS Talex Borzytuchom       | 10:02,18    | Eliza Megger GKS Olimpia Grudziądz       | 10:05,88    | Milena Sadowska WMLKS Pomorze Stargard      | 10:11,54    |
| Bieg na 5000 m                | Kamila Pogoda MKST Astra Nowa Sól        | 17:21,48 PB | Milena Sadowska WMLKS Pomorze Stargard   | 17:28,16 PB | Diana Karpiuk KS Pomorze Stargard           | 17:32,51 PB |
| Bieg na 100 m przez płotki    | Klaudia Wojtunik CWKS Resovia Rzeszów    | 13,79       | Zuzanna Hulisz MKL Toruń                 | 13,87       | Anna Szymańska OKS Skra Warszawa            | 14,18       |
| Bieg na 400 m przez płotki    | Natalia Wosztyl RLTL ZTE Radom           | 58,94       | Anna Gryc KS Podlasie Białystok          | 61,89       | Izabela Smolińska RLTL ZTE Radom            | 62,03       |
| Bieg na 2000 m z przeszkodami | Kinga Królik UKS Azymut Pabianice        | 6:41,67 PB  | Klaudia Pawlus LLKS Osowa Sień           | 6:43,56 SB  | Milena Pyka MKS-MOS Płomień Sosnowiec       | 6:48,14     |
| Skok w dal                    | Adrianna Sułek CWZS Zawisza Bydgoszcz SL | 6,00 SB     | Dominika Łykowska MKL Szczecin           | 5,99        | Klaudia Nazarowicz UKS Sokół Węgorzewo      | 5,89 SB     |
| Trójskok                      | Aleksandra Kwiecień MKS Hermes Gryfino   | 12,59 PB    | Natalia Mach AZS-AWF Katowice            | 12,38       | Karina Sofińska MOSM Tychy                  | 12,26       |
| Skok wzwyż                    | Martyna Lewandowska MLKL Płock           | 1,82 SB     | Patrycja Skoczylas UKS 12 Kalisz         | 1,72        | Weronika Stefaniuk MKS Hermes Gryfino       | 1,68        |
| Skok o tyczce                 | Maja Szymanek AZS-AWF Warszawa           | 3,80        | Milena Lipińska OSOT Gdańsk              | 3,75        | Julia Oberda OKS Skra Warszawa              | 3,50 =SB    |
| Pchnięcie kulą                | Ewa Różańska MKLA Łęczyca                | 14,18 PB    | Barbara Nowak MKS-MOS Płomień Sosnowiec  | 13,59 PB    | Barbara Flisek OKS Start Otwock             | 13,56 PB    |
| Rzut dyskiem                  | Agnieszka Kulak LKS Jantar Ustka         | 46,06       | Patrycja Maciejewska UKS Achilles Leszno | 43,92 PB    | Magdalena Olszewska OKLA Ostrołęka          | 40,62       |
| Rzut młotem                   | Patrycja Maciejewska UKS Achilles Leszno | 58,00       | Ewa Różańska MKLA Łęczyca                | 54,45       | Aleksandra Osiak AZS UMCS Lublin            | 53,25       |
| Rzut oszczepem                | Joanna Hajdrowska RLTL ZTE Radom         | 49,76       | Angelika Antoniak KS Podlasie Białystok  | 45,18 PB    | Magdalena Bajor AZS-AWFiS Gdańsk            | 43,55       |
| Chód na 10000 m               | Zuzanna Drygalska CMKL Człuchów          | 53:48,92    | Wiktoria Raś LKS Stal Mielec             | 54:41,11    | Maria Cich MUKLA Dębica Korzeniowski.pl     | 55:09,62    |